# Nås och Malungs domsagas tingslag
Nås och Malungs domsagas tingslag var ett tingslag i Dalarna i Kopparbergs län som ingick i Nås och Malungs domsaga, bildad 1902.
Tingslaget bildades 1948 då Nås tingslag och Malungs tingslag sammanfördes. Tingslaget upphörde 1971 och området delades på Nedansiljans tingsrätt, Ludvika tingsrätt och Malungs tingsrätt.

## Socknar
Tingslaget omfattade följande socknar:

Hörde före 1948 till Nås tingslag
- Nås socken
- Järna socken
- Säfsnäs socken
- Floda socken

Hörde före 1948 till Malungs tingslag
- Malungs socken
- Lima socken
- Transtrands socken
- Äppelbo socken

## Ingående kommuner (från 1952)
- Floda landskommun
- Järna landskommun
- Lima landskommun
- Malungs landskommun
- Nås landskommun
- Säfsnäs landskommun
- Transtrands landskommun
- Äppelbo landskommun